# Breviatio canonum
Die Breviatio canonum ist eine kleine Kanones-Sammlung aus Nordafrika, die Fulgentius Ferrandus um 535 in Karthago verfasste.

## Inhalt und Einfluss
Die insgesamt 232 Kanones sind knappe Zusammenfassungen von Beschlüssen verschiedener Konzilien des 4. und 5. Jahrhunderts zu Fragen der Kirchendisziplin und Liturgie (z. B. zu kirchlichen Ämtern, der Taufe oder des Umgangs mit Häretikern). Die sehr kurzen Texte bieten nicht den Wortlaut der jeweiligen Kanones, sondern sind eher vergleichbar mit den Rubriken in vielen späteren kanonischen Sammlungen. Für einige Konzilien sind sie allerdings die einzige Quelle dafür, was diese Versammlungen beschlossen haben, in einzigen Fällen sogar der einzige bekannte Hinweis dafür, dass sie überhaupt stattgefunden haben.
Die Sammlung hatte sowohl direkt als auch indirekt Einfluss in Afrika und Europa; unter anderem wurde sie von Cresconius für seine Concordia canonum verwendet. Allerdings sind nur drei mittelalterliche Handschriften erhalten.

## Edition
Die editio princeps wurde von Christophe Justel (1580–1649) erstellt und 1661 postum in dessen Bibliotheca iuris canonici veröffentlicht. Diese Ausgabe wurde in der Patrologia Latina nachgedruckt und ist 1974 durch die kritische Ausgabe von Charles Munier ersetzt worden.
- Charles Munier (ed.): Concilia Africae a. 345–525 (= Corpus Christianorum, Series latina. Band 149). Brepols, Turnhout 1974, S. 287–306.